# تپه سرباز
تپه سرباز مربوط به هزاره دوم قبل از میلاد است و در شهرستان بوکان، بخش مرکزی، دهستان آختاچی، روستای جمبوغه واقع شده و این اثر در تاریخ ۷ اسفند ۱۳۸۵ با شمارهٔ ثبت ۱۷۷۶۷ به‌عنوان یکی از آثار ملی ایران به ثبت رسیده است.